# Berta Gangloff
Berta Gangloff (Buenos Aires, ¿? - ibídem, 30 de mayo de 1968) fue una primera actriz de teatro argentina de larga trayectoria artística. Fue la esposa del primer actor Luis Arata.

## Carrera
Berta Gangloff fue una actriz exclusiva del teatro argentino, lugar en que se desarrolló profesionalmente desde muy chica.
En teatro formó parte de la compañía José Podestá- Luis Vittone en 1910 junto con Salvador Rosich, Segundo Pomar, Alberto Ballerini, Blanca Podestá y gran elenco. Trabajó asiduamente junto a su marido, el actor Luis Arata, integrando la compañía que conformó este junto a Leopoldo Simari y Eva Franco en 1918, junto con las figuras de María Luisa Notar, Luisa Socato, Lea Conti, Paquito Busto, Marcelo Ruggero, José Otal y Juan Ciencia. En ese mismo año Arata también lo haría junto a Enrique de Rosas y Pablo Podestá.  En los años veinte, Arata se asoció con Carlos Morganti, actuando junto a Leonor Rinaldi e Ignacio Corsini.
Brilló en teatros como El Nacional, El Cómico y el Apolo. Su hermano, Jorge Gangloff, también fue actor teatral.
Su esposo falleció el 21 de junio de 1967 por complicaciones en una intervención quirúrgica de un riñón.
Gangloff falleció por causas naturales un año después, el jueves 30 de mayo de 1968. Sus restos descansan en el Panteón de la Asociación Argentina de Actores del Cementerio de la Chacarita.

## Filmografía
- 1919: Amores, perros y patadas, de Diego Figueroa, junto a Luis Arata, Panchito Arañaz y Héctor Calcaño.[3]

## Teatro
- En el fuego (1910)
- Historia gaucha (1910)
- Todo por ellas (1910)
- Las romerías (1910)
- Pavesi (1910)
- Don Costa, fraile (1910)
- El presidiario (1910)
- El final de una tragedia (1910)
- Alma sajona (1910)
- La última carta (1910)
- El centenario (1910)
- La vida inútil (1910)
- 1810 (1910)
- El circo (1910)
- Eclipse de sol (1910)
- La criolla (1910)
- Cerisette (1910)
- Boletos de recreo (1910)
- El sitio de Buenos Aires (1910)
- A la luz de la luna (1910)
- La viuda loca (1910)
- Derecho de amar (1910)
- Después de misa (1910)
- El sueño de un niño (1910)
- Las condenadas (1910)
- Tierra virgen (1910)
- Flores frescas (1910)
- Canto triste (1910)
- Las entenadas (1910)
- En el barrio de las rana (1910)
- La sombra del presidio (1910)
- Vivir de arriba (1910)
- Los herederos (1910)
- Ranera (1910)
- Un robo (1910)
- La risotada (1910)
- Al truco (1910)
- La ñata gaucha (1910), con Azucena Maizani.
- La seca (1911)
- El indio (1911)
- La historia del año (1918)
- El café de las broncas (1918)
- Armenonville (1920), de Enrique García Velloso.
- El trago amargo (1920), de Julio F. Escobar.
- Tu cuna fue un conventillo (1920), de Alberto Vacarezza.
- ¡Con pistola, a siete pasos! (1921), de Julio F. Escobar.
- Morriña, morriña mía (1922)
- El alma de los perros (1926), de Alberto Novión.
- Que no lo sepa la vieja (1926)
- El pancho del olvido (1926), de Enrique Maroni y Rogelio Giudice.
- En el barrio de los tachos (1926), de Pascual Contursi.
- Facha Tosta (1927), con la Compañía de Comedias y Sainetes "Luis Arata".
- Stéfano (1928), de Armando Discépolo.
- La otra noche en los corrales (1930).
- Así es la vida (1951), estrenada en el Teatro Presidente Alvear, con la compañía encabezada por Luis Arata.
- El gorro de cascabel (1953).[4]
- No forman parte del trust, de Ivo Pelay, Florencio lriarte y Francisco Payá.